# Yokoyan
yokoyan（よこやん）は、日本のイラストレーター。10月27日生まれ。

## 人物
インターネット上でオリジナルイラストやアイコン素材を公開する傍ら、同人誌即売会に参加するなどで活動。
Sound HorizonのRevoとは同人サークル時代から親交があり、Revoが自主制作CDでコミックマーケットに参加するようになったきっかけを作った人物。自主制作の1stアルバム『Chronicle』は、yokoyanの個人サークルに委託する形でコミックマーケットに出展されており、メジャーデビュー以降もSound Horizon名義の作品全てのジャケットイラストを始め、ブックレットのイラスト、特典やグッズ、ライブ・コンサート中に使用されているイラストなどを担当。また、衣装やタトゥーに使用される模様・ロゴなどのデザインも手掛けている。
人物像やエピソードが露出する事は殆どないため、性別に関しても正式に公開されていないが、Sound Horizonの公式サイト（英語版）では「Mr.Yokoyan」と記載されている。
ラグナロクオンラインのプレイヤーで、自身のウェブサイト上でスキンなどの配布も行っていた。

## 主な参加作品

### Sound Horizon
ジャケットイラストのほか特典やグッズなどのイラスト関係全般を担当。
自主制作CD
- Chronicle
- Thanatos
- Lost
- Pico Magic
- Pico Magic Reloaded
- Chronicle 2nd

シングル・アルバム
- Elysion -楽園への前奏曲-
- Elysion 〜楽園幻想物語組曲〜
- 少年は剣を…
- Roman
- 聖戦のイベリア
- Moira
- イドへ至る森へ至るイド
- Märchen
- ハロウィンと夜の物語
- ヴァニシング・スターライト
- Nein
- 絵馬に願ひを! (Prologue Edition)
- 絵馬に願ひを! (Full Edition)

### その他
- 『ブレイブリーデフォルト プレイングブレージュ』（2012年、ブラウザゲーム） - ゲストクリエイターとして参加[3]
  - ナビゲートキャラ「エアリー」の切り替えデザイン用のイラスト
  - ジョブ「戦士」のキャラクターデザイン・イラスト
- 『ブレイブリーセカンド エンドレイヤー』（2015年、ニンテンドー3DS） - 一部キャラクターデザインを担当[4]
  - 新規ジョブ「エクソシスト」及び「ブラッディ・ガイスト」、「ガーディアン」のキャラクターデザイン